# Vojni čin
Vojni čin označava rang/položaj u vojnoj hijerarhiji,  s kojim su povezane određene dužnosti, odgovornosti i prava.
Sustav rangiranja gotovo je identičan svuda u svijetu, iako postoje brojne razlike, npr. u broju stupnjeva pojedine kategorije, nazivima pojedinih činova, što uzrokuje probleme prilikom prevođenja.
Za svaki čin je obično propisana i posebna oznaka, s kojom se taj čin vizualno predočava. Oznake činova u pravilu se nalaze na posebnim trakama na ramenima odore (epolete), ili su prišivene na prsnom dijelu odore (obično kod radne uniforme), a u mornarici i na rukavima odore.  
Vojni činovi se obično dijele na:
- činove za vojnike, mornare i kadete
- dočasničke (viši i niži)
- časničke (viši i niži)
- generalske ili admiralske

Moguće su još i podjele na:
- činove u kopnenoj vojsci
- činove u ratnom zrakoplovstvu - obično identični činovima kopnene vojske
- činove u ratnoj mornarici

Sustav starješinstva, osim u oružanim snagama, postoji još i u policiji, vatrogastvu i civilnoj zaštiti, pravosudnoj policiji, upravi zaduženoj za sigurnost plovidbe (lučke kapetanije), obalnoj straži i slično.

## Poveznice
- Činovi u Oružanim snagama Republike Hrvatske
- Japanski vojni činovi u Drugom svjetskom ratu
- Činovi u oružanim snagama NDH